# Бут, Чарлз
Чарлз Бут (30 марта 1840, Ливерпуль — 23 ноября 1916) — британский предприниматель, общественный деятель, социальный реформатор, филантроп, социолог, считается одним из первых в мире исследователей бедности как социального явления. 

## Жизнь и деятельность
Родился в семье богатого судовладельца и торговца кукурузой. Учился в Королевском институте Ливерпуля, в 16 лет стал помогать отцу в его делах. В 1862 году его отец умер, и Бут возглавил семейный бизнес, одновременно начав охватывать новое направление — производство перчаток. Позже инвестировал деньги в создание пароходной компании, осуществлявшей рейсы между Англией и Бразилией; сам совершил путешествие в Бразилию на первом рейсе и принимал участие в строительстве порта в Манаусе. 
С молодых лет интересовался социальными вопросами, жизнью рабочего класса и проблемами доступности образования для детей.
В 1885 году вступил в Королевское статистическое общество и впоследствии был избран его президентом в 1892 году.
Более всего известен своими многочисленными работами, подробно описывающими жизнь и положение рабочего класса Лондона в конце XIX века. Его труды сыграли важную роль в принятии в 1908 году закона о выплате пенсий по старости и введении бесплатного питания в школах для детей бедных. Ввёл в науку понятие «черта бедности». 
Приобрёл полотно Уильяма Холмана Ханта «Светоч мира» и подарил его Собору Святого Павла в 1908 году.

## Награды
- Золотая медаль Гая[англ.] (1892)